# Tesaurus dels Sifnis
El Tesaurus dels Sifnis era un edifici del centre de culte de Delfos, erigit per a albergar les ofrenes de la polis, o ciutat estat, de Sifnos. Era un dels tesaurus que vorejaven la Via Sagrada, la ruta processional a través del Temple d'Apol·lo, erigit per a guanyar el favor dels déus i augmentar el prestigi de la polis donant. És un dels primers edificis d'aquest tipus que es conserven, i la seua datació continua debatent-se, i la data més plausible n'és de l'any 525 abans de la nostra era. Fins fa poc es confonia amb el veí Tesaurus dels Cnidis, un edifici similar però menys elaborat, ja que les restes de tots dos s'havien barrejat i les primeres reconstruccions teòriques n'empraven parts de tots dos.
Els habitants de Sifnos havien obtingut una enorme riquesa de les mines d'argent i or en el període arcaic (Heròdot III.57) i van utilitzar el delme dels seus ingressos per a erigir el tesaurus, la primera estructura religiosa feta completament de marbre. L'edifici s'utilitzava per a conservar moltes ofrenes lliurades als sacerdots per a ser ofertes a Apol·lo.
El tesaurus restà en ruïnes al llarg dels segles, tot i que es va mantenir dempeus durant molt més de temps que altres monuments, segurament a causa de la seua decoració, que va ser venerada per les generacions següents. Ara l'escultura i una reconstrucció del tesaurus es poden veure al Museu Arqueològic de Delfos.

## Datació de la fundació
L'única font clàssica que aporta informació sobre aquest edifici és Heròdot (3.57-8). Si es considera una font fiable, n'hi hauria prou per a verificar-ne la data. Heròdot afirma que els sifnis havien fundat recentment un temple a Delfos quan hi arribà un grup de samis demanant suport contra el tirà Polícrates de Samos. Tant Heròdot com Tucídides afirmen que Polícrates governà durant el regnat del rei persa Cambises (c. 529-522 abans de la nostra era). Això dataria el monument cap a l'any 525 ae. Whitley considera més probable la data de construcció en algun moment absolutament limitat a després del 480 ae.

## Disseny i decoració

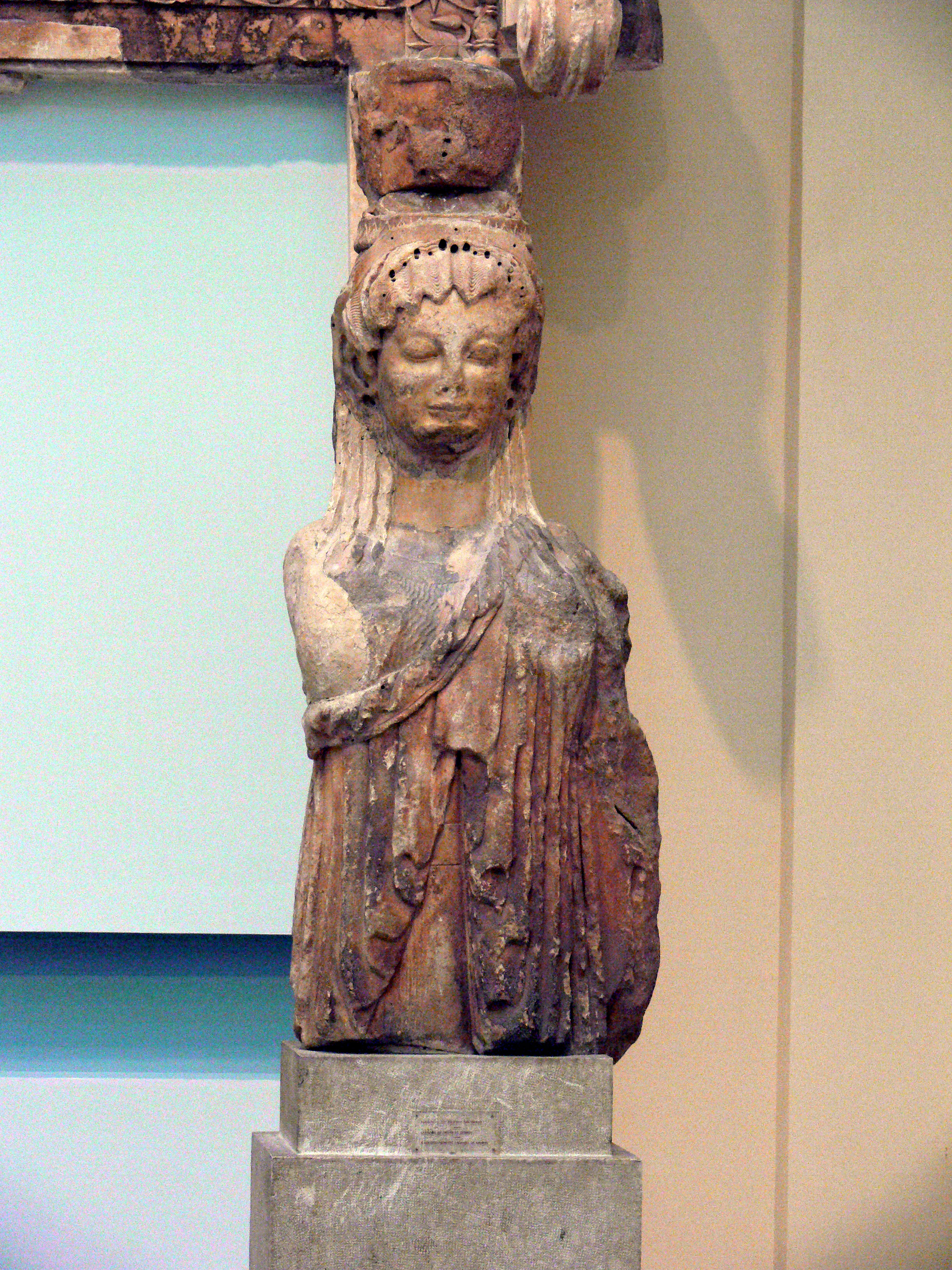
Cariàtide amb forma de Korai del Tesaurus dels Sifnis

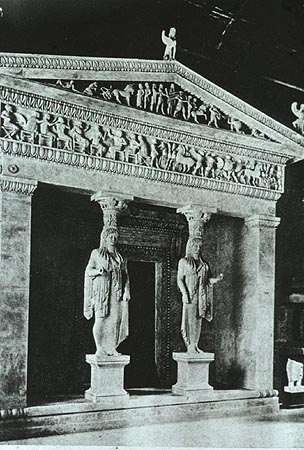
Tesaurus dels Sifnis. Dístil amb forma de cariàtides

El croquis del tesaurus té dues parts: un pronaos, o pòrtic, i una cel·la, o recinte. El pronaos és dístilo in antis, és a dir, les parets laterals s'estenen fins a la part de davant del porxo, i el frontó, el sostenen dues cariàtides en lloc de pilastres llises. Davall el frontó hi ha un fris continu. L'edifici fa 8,27 m de llarg i 6,09 d'ample.
El frontó del tesaurus mostra l'incident d'Hèracles robant el trípode d'Apol·lo, que s'associava a l'oracle. El tesaurus fou un dels primers edificis grecs a utilitzar figures caigudes i reclinades per a omplir les cantonades del frontó. Els frisos escultòrics que recorren l'edifici representen escenes mitològiques. Al fons s'inscrivien els noms dels personatges, la majoria dels quals encara es poden veure sota la llum rasant. El costat de l'est representa una assemblea dels dotze déus olímpics seguts. Al centre, perdut de l'assemblea, es representa Hermes sostenint la balança plena de les ànimes d'Aquil·les i Mèmnon —pesatge d'ànimes o psicòstasi. A l'esquerra estan seguts els déus que protegeixen Mèmnon i els troians: Apol·lo, Ares, Afrodita i Àrtemis. Al centre s'asseu Zeus al tron. En l'altra meitat del fris es veu Aquil·les i Mèmnon lluitant pel cos d'Antíloc mort. El costat oest pot mostrar la història del Judici de Paris, la mort d'Orió o més aviat Atena traslladant Hèracles a l'Olimp. El costat nord mostra la Gigantomàquia. El fris sud és el més erosionat, tot i destriar-s'hi clarament les petjades d'uns cavalls ben tallats; i s'ha suggerit que l'escena representa el rapte d'Hipodamia per Pèlops o de les filles de Leucip pels Dioscurs o el rapte de Persèfone per Hades. Els relleus estaven pintats amb vius tons de verd, blau, roig i daurat, creant així una sensació única de policromia.

### La façana
A la façana del Tesaurus dels Sifnis hi ha dues korai (donzelles), en lloc de columnes, entre les pilastres, uns bells suports de l'arquitrau jònic. Aquest tipus de decoració opulenta amb figures femenines plenes de moviment i plasticitat en lloc de les formes arquitectòniques abstractes habituals dels temples, presagia l'estranya bellesa de les cariàtides erigides més tard a l'Erectèon de l'Acròpoli d'Atenes.

### Frontó oriental

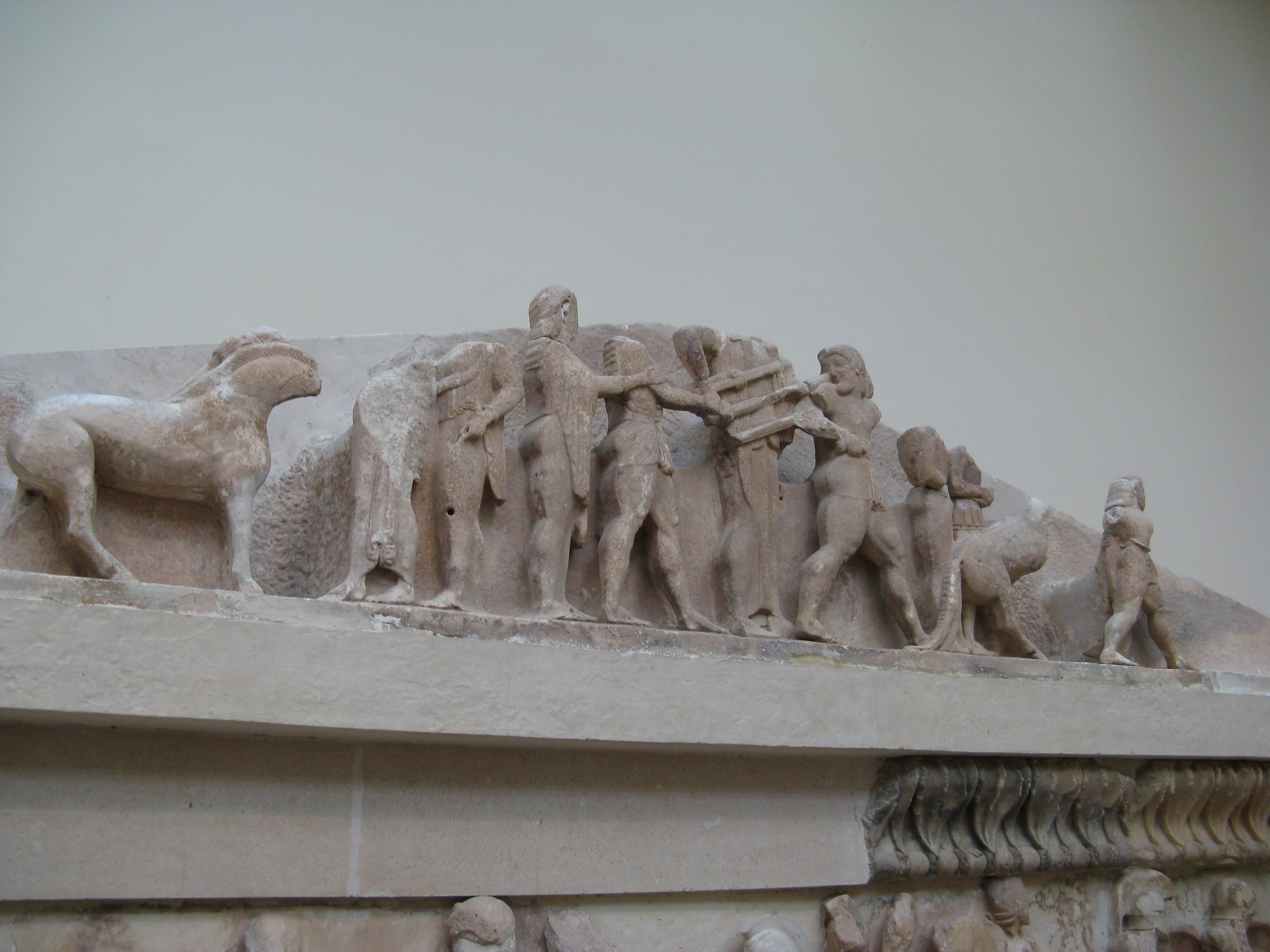
La disputa entre Hèracles i Apol·lo

És l'únic frontó que es conserva del Tesaurus dels Sifnis i representa un famós tema dèlfic. Al centre del frontó apareix Zeus —altres fonts diuen que és Atena o Hermes—, a l'esquerra Apol·lo i a la dreta Hèrcules. Els dos joves déus competeixen pel trípode dèlfic i Zeus, al mig, intenta separar-los. L'escultura mostra la ràbia d'Hèrcules perquè Pítia es negà a fer-li un oracle, ja que no s'havia netejat de l'assassinat d'Ífit. Hèrcules ha aconseguit apoderar-se del trípode sagrat i Apol·lo intenta apartar-l'en.

### Fris oriental

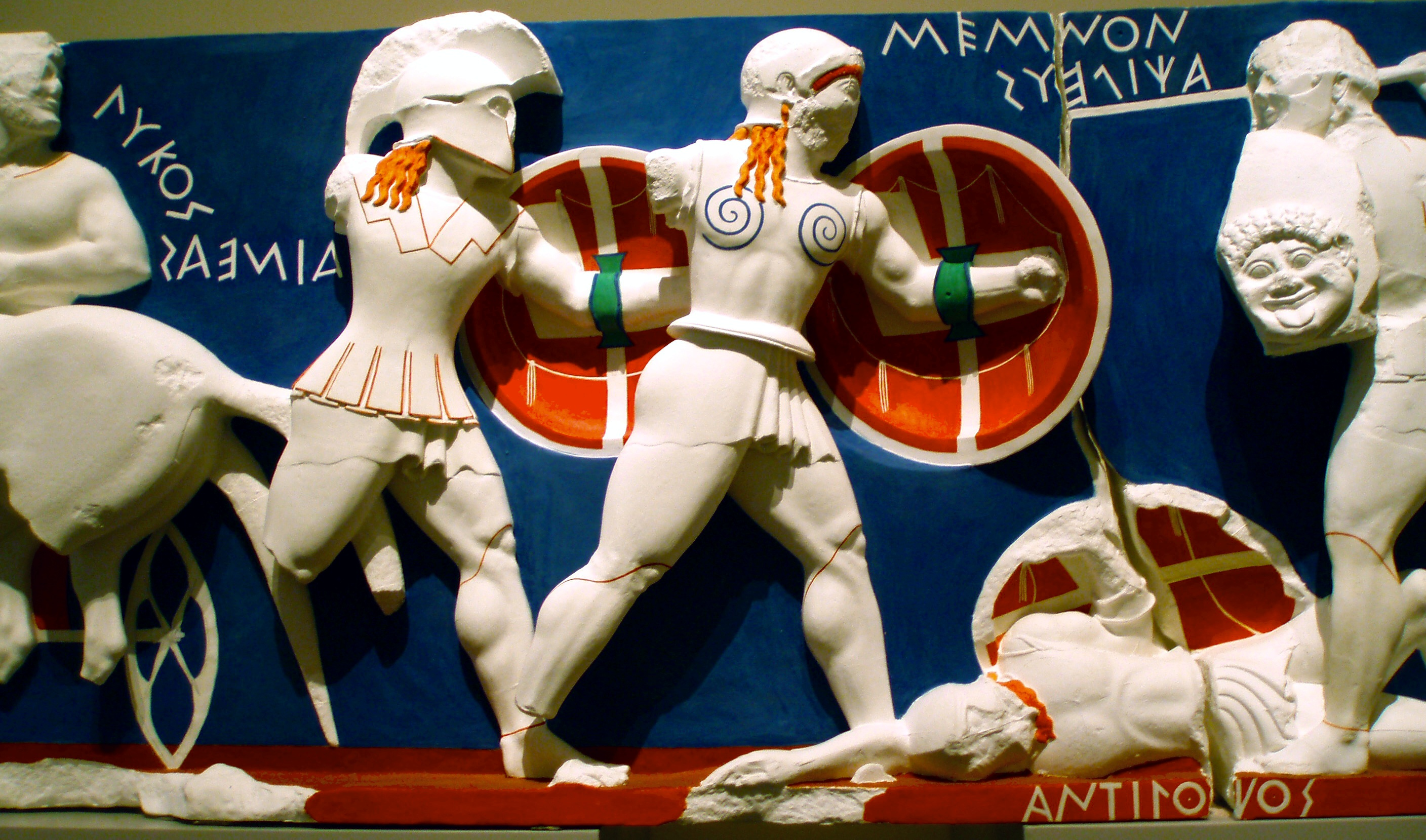
Detall del fris oriental (segles VI-V ae) que representa la Guerra de Troia, Aquil·les contra Mèmnon; reproducció en color del Tesaurus dels Sifnis, Museu Arqueològic de Delfos

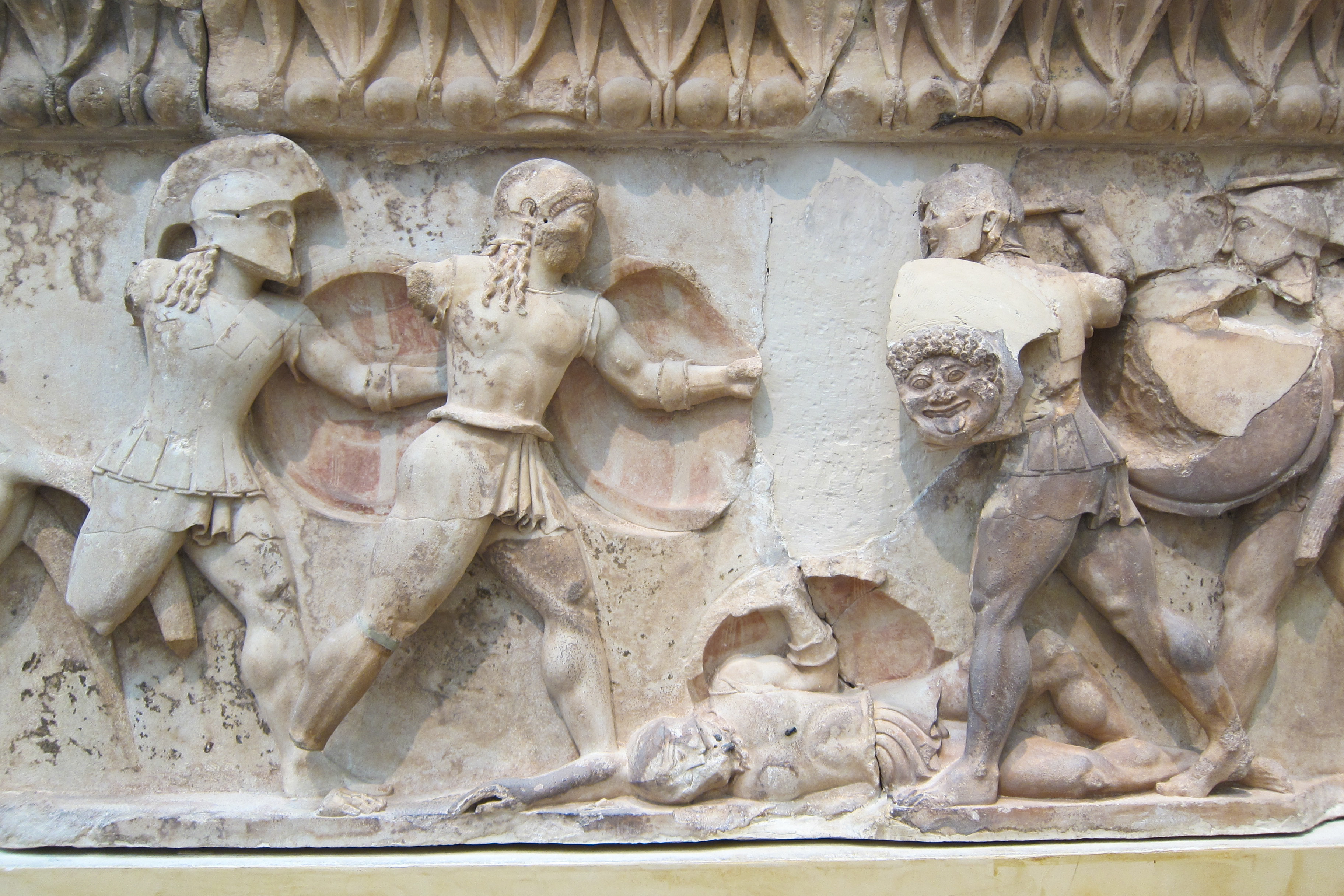
Detall de l'original

El costat est del frontó representa una escena de l'Assemblea dels Déus durant la Guerra de Troia, en què els déus fan gestos animats com si estiguessen discutint. A la dreta veiem Atena com a cap dels déus que es posen del costat dels grecs. A l'esquerra veiem els déus que protegeixen els troians: Apol·lo, Ares, Afrodita i Àrtemis. Al mig veiem Zeus en un tron fastuós. En una altra part del frontó hi ha una escena de la Guerra de Troia: un duel sobre el cadàver d'un guerrer; els dos adversaris estan flanquejats pels herois dels aqueus a la dreta i els dels troians a l'esquerra. La figura del vell Nèstor anima els grecs.

### Fris nord

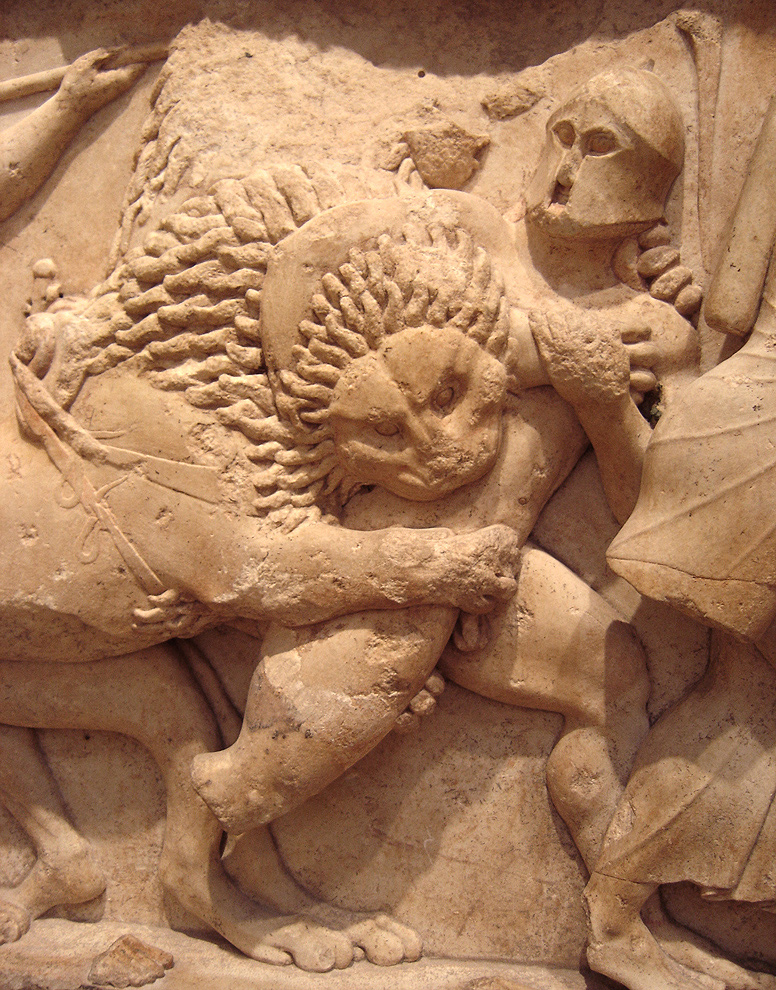
Detall del fris nord

El tema del fris nord és la batalla dels Gegants (Gigantomàquia), és a dir, la lluita dels fills de la Terra, els gegants, amb els déus olímpics, pel poder. És un mite molt estés sobre el conflicte entre el vell i el nou ordre mundial, representat sovint en l'art de l'Antiga Grècia. Simbolitza el triomf de l'ordre i la civilització sobre el caos i la barbàrie. D'un costat són els gegants fortament armats amb cascos, escuts i cuirasses; ataquen els déus des de la dreta amb llances, espases i pedres. A l'altre costat són els déus. En primer lloc destaca Hefest amb el quitó curt, dempeus enfront de la manxa. Li segueixen dues dones lluitant contra dos gegants, després Dionís (o Hèracles), i Temis en el carro tirat per lleons. Una parella de déus que llança fletxes contra els gegants són Àrtemis i Apol·lo. Els segueixen els altres déus, però aquestes escultures estan fetes malbé.
Aquesta part del fris es podia veure des de la Via sagrada, quan els pelegrins pujaven cap a l'oracle. Així tenien l'oportunitat d'admirar l'escena de la Gigantomàquia, que esdevé una narració en múltiples nivells.

### Fris occidental
Malauradament, només es conserven algunes figures en relleu del fris occidental. S'ha considerat que el tema representat ací és el Judici de Paris, en què es triava la dea més bella entre Afrodita, Hera i Atena. La primera dea que arriba per a ser jutjada és Atena, que s'alça orgullosa en el carro alat amb Hermes d'auriga. En un altre lloc, Afrodita baixa del seu carro, subjectant les cordes d'allò que alguns interpreten com un collaret. A la part perduda del fris, es podria imaginar Hera muntant al seu carro amb ràbia per a partir després del rebuig.
Tanmateix, aquesta interpretació ha estat qüestionada. Neer afirma que la narració del «Judici» s'ha forçat en aquest fris, dedicant massa temps als espais en blanc evidents i no analitzant prou les poques proves restants. Una qüestió n'és la identitat de la dea que tradicionalment s'ha considerat Afrodita. Tot i que alguns bronzes hel·lenístics sí que representen Afrodita amb un collaret, no hi ha exemples d'això en l'art arcaic, i això suggereix que se'n tracta d'una altra cosa. Neer proposa que en siga la corda tibada d'un arc. Aquesta interpretació suggeriria que la figura és Àrtemis, i canviaria per complet la narrativa del fris. Aquesta identificació es veu reforçada pel fet que els sifnis adoraven Àrtemis «del desembarcament». Seguint això, es pot suposar que la figura desapareguda no és Hera, sinó una víctima de la ira d'Àrtemis. N'hi ha un indici significatiu: darrere dels cavalls d'Àrtemis es veuen palmeres, un recurs habitual en la pintura àtica per a indicar un lloc desèrtic. Les palmeres estan relacionades amb l'illa de Delos, ja que va ser sota una palmera d'aquesta illa on van nàixer Àrtemis i Apol·lo. Segons el mite homèric, Àrtemis sols matà una persona a Delos: Orió.

### Fris sud

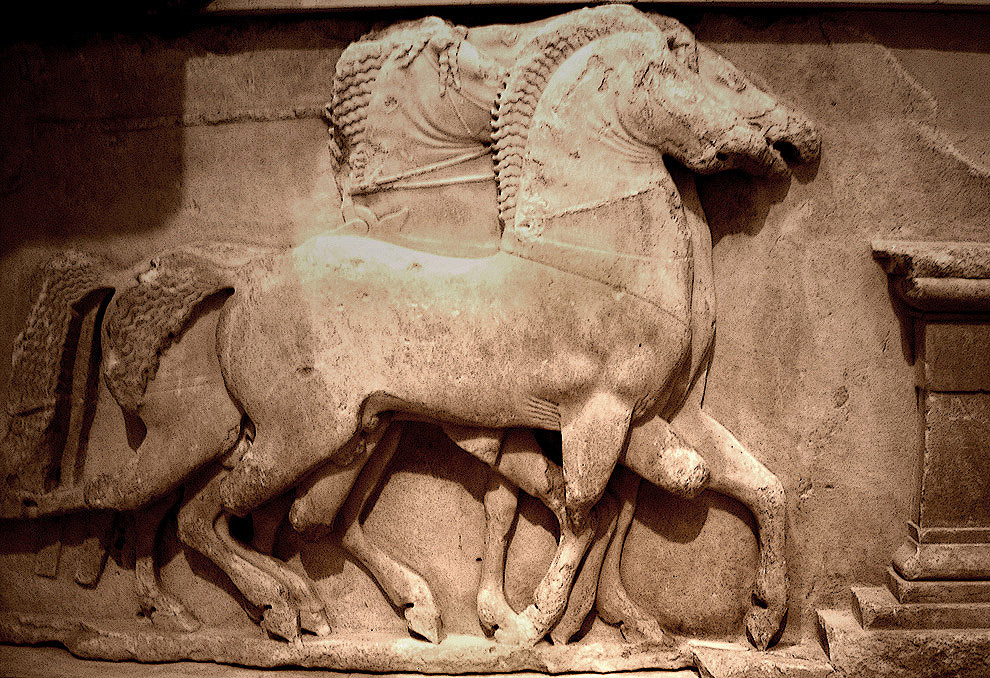
Detall de cavalls del fris sud

Manquen parts importants del fris sud, per la qual cosa sols es pot imaginar el tema que representa. Deu ser el també popular tema del rapte de dones. Els fragments que es conserven, però, són els relleus de cavalls ben esculpits i retratats plens d'energia, que demostren el mestratge de l'artista. Quant als artesans del fris, les opinions dels investigadors hi són contradictòries. Al principi es creia que era obra de dos tallers artístics diferents. A poc a poc, però, s'ha canviat d'opinió. El més probable és que hi hagués dos escultors, al voltant dels quals van treballar dos grups d'artesans. L'artista dels costats nord i est sembla més progressista, ja que les representacions són més actives, imaginatives i vibrants. Per contra, l'artista del costat sud i oest del fris va insistir en opcions més conservadores, però amb un fort caràcter pictòric i un icònic «color».